# قانون آنت
يشير قانون آنت في طب الأسنان إلى مجموعة من المقترحات المتعلقة بنسبة التاج إلى الجذر التي وضعها إيروين إتش آنت في أطروحة كتبها في عام 1926. يطرح قانون آنت ما يلي: يجب أن تكون المساحة الكلية للغشاء الداعم للأسنان الداعمة متساوية أو تفوق الأسنان التي سيتيم استبدالها، انطلاقاً من هذه المقدمة، تم تقديم ادعاء لاحق بأن: «يجب أن يكون طول وصلة غشاء الأسنان الداعمة للأسنان التي سيتم تعويضعها على الأقل نصف إلى ثلثي وصلة جذرهـا الطبيعي». وبسبب هذه المفاهيم التجريبية الغيرلمدعومة إلى حد كبير، تم استبعاد العديد من الأسنان لعدم ملاءمتها، حيث أصبحت الدعامات لتركيبات الأسنان الثابتة تعتمد على دعائم مزدوجة (سن داعم من الناحيتين) وسيلة شائعة للامتثال لقانون آنت. فشلت التجارب الإكلينيكية والأبحاث طويلة المدى في تقديم دليل على ما يسمى بـ قانون آنت، وبالتالي يمكن استنتاج أن قانون آنت فيما يتعلق بالأسنان قد تم دحضه.